# Копирна машина
Копирна машина (известна и като ксерокс и фотокопирна машина) е машина, която прави копия на документи и други визуални изображения върху хартия бързо и евтино. Повечето от съвременните копирни процеси използват фотографско възпроизвеждане по метода на ксерографията. Това е сух процес, при който за пренос на тонера (сухото мастило) се използва електричен заряд. Приложими са и други технологии, като мастилено-струйната, но ксерографията е най-разпространена.
Този метод на фотокопиране е въведен от Xerox Corporation през 1959 г., и постепенно измества използваните дотогава Verifax, Photostat, индиго, мимеограф и др. Затова често в българската разговорна реч думата „ксерокс“ се използва като синоним на фотокопирна машина.